# لو جيان جون
لو جيان جون (بالصينية: 吕建军) هو لاعب كرة قدم صيني في مركز ظهير ‏، ولد في 1 أغسطس 1985 في داليان في الصين. شارك مع منتخب الصين تحت 23 سنة لكرة القدم. أما مع النوادي، فقد لعب مع نادي تشانغتشون ياتاي ونادي داليان شيده ونادي سانغتشو مايتي ليونز ونادي هينان جيانيي.

## وصلات خارجية
- لو جيان جون على موقع قاعدة بيانات كرة القدم.إي يو (الإنجليزية)
- لو جيان جون على موقع Soccerway.com (الإنجليزية)